# Ruhstorf an der Rott
Ruhstorf an der Rott – gmina targowa w Niemczech, w kraju związkowym Bawaria, w rejencji Dolna Bawaria, w regionie Donau-Wald, w powiecie Pasawa. Leży około 18 km na południowy zachód od Pasawy, nad rzeką Rott, przy drodze B388.
Do 28 listopada 2008 miejscowość była gminą wiejską (Gemeinde).

## Dzielnice
W skład gminy wchodzą następujące dzielnice: 
| - Berg - Eglsee - Eholfing - Grund - Hader - Hütting | - Mitterdorf - Pillham - Schmidham - Sulzbach - Trostling |

## Polityka
Rada gminy składa się z 20 członków:
- CSU 4 miejsca
- SPD 6 miejsc
- FW 4 miejsca
- Einigkeit Schmidham 2 miejsca
- Bezpartyjna Grupa Wyborców Sulzbach-Eholfing-Eglsee 2 miejsca
- Bürgerschaft Hütting 2 miejsca